# Ballerup község
Ballerup község (dánul: Ballerup Kommune) Dánia 98 községének (kommune, helyi önkormányzattal rendelkező közigazgatási egység) egyike. Nagyobbik része Nagy-Koppenhága része.
A 2007. január 1-jén életbe lépő közigazgatási reform nem érintette.

## Települések
Települések és népességük:

Koppenhága és a környező községek

- Ballerup (38729 - Nagy-Koppenhága része)
- Smørumnedre (8306 - több község része)

### Külső hivatkozások
- Hivatalos honlap (dán, angol)